# Cyklická nezaměstnanost
Cyklická nezaměstnanost je nezaměstnanost vyvolaná recesí v důsledku hospodářských cyklů, zasahující většinu odvětví v ekonomice. V době, kdy se ekonomika nachází v recesi, je zaměstnáno méně lidí než v době konjunktury. Cyklická nezaměstnanost je jednou ze čtyř typů nezaměstnanosti. Těmi dalšími třemi typy je frikční, strukturální a sezónní nezaměstnanost.

## Příčina cyklické nezaměstnanosti
V době, kdy se obchodní cyklus nachází na svém vrcholu, míra cyklické nezaměstnanosti je nízká. Naopak v období, kdy se produkuje menší množství zboží a služeb, nezaměstnanost tohoto typu roste. Obchodní cyklus přirozeně kolísá úměrně se změnami v Hrubém domácím produktu, který měří celkovou hodnotu statků a služeb vyprodukovaných na území státu za dané období. Většina obchodních cyklů je opakující se, kdy pokles střídá vzestup a naopak. 
Tento vztah mezi nezaměstnaností a obchodními cykly nepřímo vyplývá z poptávky po zboží a službách. Při zvýšené poptávce po zboží a službách následně roste i jejich dodávka. Právě zvýšená dodávka již přímo implikuje snížení nezaměstnanosti, jelikož je zapotřebí najmout nové zaměstnance potřebné k výrobě, logistice a následnému prodeji. Naopak při snížené poptávce po zboží a službách musí výrobci následně snížit jejich produkci, čímž vzniká přebytek zaměstnanců a někteří musí být propuštěni.  Lze tedy říci, že míra cyklické nezaměstnanosti je funkcí poptávky spotřebitelů v ekonomice. 

## Výpočet cyklické nezaměstnanosti
Nejčastější metoda pro počítání míry cyklické nezaměstnanosti je odečtení míry nezaměstnanosti v období, kdy je obchodní cyklus na svém minimu, od míry nezaměstnanosti v období, kdy je obchodní cyklus na svém maximu.

## Regulování cyklické nezaměstnanosti
Vláda či centrální banka mohou cyklickou nezaměstnanost kontrolovat, a to stimulací ekonomiky v době snížené ekonomické aktivity, konkrétně zvyšováním poptávky skrze nástroje, které mají k dispozici. 
Vláda může stimulovat ekonomickou aktivitu v období recese svojí fiskální politikou. Aby vláda dosáhla vyšší ekonomické aktivity a zvýšila tak celkovou spotřebu v zemi, může snížit daně či zvýšit veřejné výdaje. V obou případech se díky řetězové reakci zvýší ekonomická aktivita ještě o více než je samotné navýšení státních výdajů či navýšení příjmů v důsledku nižších daní, protože poroste příjem obyvatel, kteří začnou více utrácet za zboží a služby, což opět zvyšuje příjem, který znamená vyšší utrácení a takto dokola. Jedná se ovšem pouze krátkodobý efekt, který neelimininuje kolísání ekonomiky a následné změny v cyklické nezaměstnanosti z dlouhodobého hlediska.  
Centrální banka tak může činit pomocí monetární politiky, kdy se snaží zvýšit množství peněz v oběhu. Třemi hlavními nástroji, které k tomu využívá, jsou operace na volném trhu, povinné minimální rezervy a intervence. Operace na volném trhu jako nástroj k zvýšení peněz v oběhu znamení nákup dluhopisů od komerčních bank, čímž má banka víc peněz na půjčování a může i snížit úrokové míry. Výsledkem je více peněz v oběhu a vyšší utrácení, tedy navýšení poptávky, a i nižší cyklická nezaměstnanost. Snížení povinných minimální rezerv uvolní bankám více peněz na půjčování, což má opět za následek zvýšení ekonomické aktivity v důsledku většího oběhu peněz. Intervence v neprospěch domácí měny ovlivňuje především inflaci a export. Větší export může opět znamenat vyšší příjmy a následný růst ekonomické aktivity.
Ačkoliv Centrální banka a vláda jsou do jisté míry na sobě nezávislé instituce, tak při snaze o zvýšení celkové poptávky po zboží a službách ve státě spolupracují. Pokud lidé mají k dispozici více peněz, tak více utrácejí. Výsledkem je potom navýšení produkce, aby dodávka uspokojila poptávku. Pro navýšení produkce je potřeba najmout nové zaměstnance, což znamená snížení celkové nezaměstnanosti. 

## Dopad na jednotlivce
Složkou pracovní síly, která nejčastěji doplácí právě na obchodní cykly a jejich následky v podobě cyklické nezaměstnanosti jsou nekvalifikovaní pracovníci. Ti, kteří vykonávají práci, na kterou nejsou zapotřebí žádné speciální dovednosti, pokročilé znalosti či zkušenosti, jsou lehce nahraditelní pro zaměstnavatele. V době ekonomického úpadku mohou být takoví zaměstnanci propuštěni a až bude obchodní cyklus opět na svém vrcholu a bude potřeba navýšit zaměstnanecké řady, nebude příliš obtížné najít nové pracovníky na tyto volné pozice. 
Ačkoliv propuštění a následné potíže s hledáním nového zaměstnání může být pro nekvalifikované jedince velmi obtížná životní situace, pro mnoho z nich je právě ztráta práce novým impulzem pro rekvalifikaci či začátek vlastního podnikání. 
Zaměstnavatelé se v rámci propouštění z důvodu obchodních cyklů zbaví méně produktivních pracovníků. Když se změní směr vývoje ekonomiky opět k lepšímu, mají tak možnost najmout nové více produktivní zaměstnance.    

## Přechod z cyklické nezaměstnanosti na strukturální
V době, kdy cyklická nezaměstnanost začíná klesat v důsledku opětovného rozkvětu ekonomiky, se může cyklická nezaměstnanost změnit na strukturální. Recese je vždy vystřídána růstem ekonomiky a poptávka roste, což otevírá nové možnosti pro podnikatele. Podniky navyšují výrobu, vyvíjejí nové produkty a rozrůstají se. V důsledku snahy o expanzi a vývoj vznikají nová pracovní místa, na která jsou často potřeba velmi kvalifikovaní odborníci se specifickými dovednostmi, kterých může být na pracovním trhu nedostatek. Například IT specialisté při robotizaci výrobních linek. V takovém případě již nebude hlavní důvod nezaměstnanosti nedostatek pracovních míst na trhu, ale nesoulad mezi poptávkou na lokálním či regionálním trhu a dovednostmi pracovníků hledajících zde zaměstnání. Jinými slovy, cyklická nezaměstnanost se změní ve strukturální.    

## Příklady
Jelikož cyklická nezaměstnanost vzniká v důsledku obchodních cyklů, její případy se vždy vztahují k recesím. 
Nejtypičtějším příkladem recese je světová finanční krize v roce 2008 zapříčiněná především americkou hypoteční krizí, kdy se snížením úrokových sazeb prudce vzrostl počet půjček a následně počet prodávaných nemovitostí. Se zvýšenou poptávkou rostl trh s nemovitostmi, tedy jejich množství i cena. Vznikla tak realitní bublina, která v roce 2007 praskla. Vzhledem k tomu, že mnoho dlužníků nebylo schopno plnit své závazky z titulu hypoték, se požadavky pro získání hypotéky zpřísnily, a i úrokové míry rostly. Poptávka po výstavbě nových domů začala prudce klesat. Jako výsledek tohoto obchodního cyklu bylo zhruba dva miliony dělníků v oblasti stavebnictví propuštěno. Americká hypoteční krize měla samozřejmě mnohem větší následky nejen na trhu práce. 
Obecnějším příkladem cyklické nezaměstnanosti v období recese může být, že lidé jezdí méně na klasické rekreační dovolené a raději zůstávají doma, aby ušetřili v době nejistého vývoje trhu. Jako následek takového poklesu cestovního ruchu hotelové řetězce propouštějí svůj personál. 